# 李振鵬
李振鵬（？—？），字抟霄，江蘇省蘇州府吳縣（今苏州市）人，清朝政治人物、進士出身。

## 生平
光緒九年（1883年），参加癸未科殿試，登進士二甲117名。同年五月，改翰林院庶吉士。光緒十二年四月，散館，著以知县即用。
光緒十七年（1891年），任天津县知县； 光緒十九年（1893年）回任。

## 家庭
妻繆珊如，女詞人。